# سد یوراقکوا
سد یوراقکوا (به اسپانیایی: Yuraqqucha) یک دریاچه در پرو است که در منطقه خونین واقع شده‌است.